# 그리브나

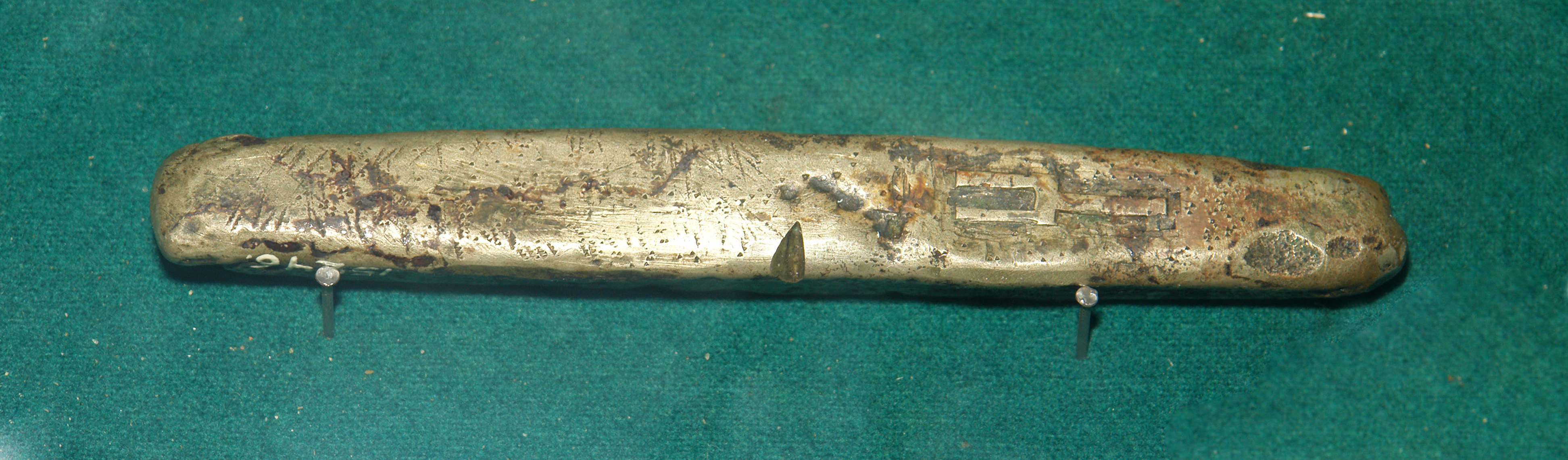
라운드 그리브나(약)

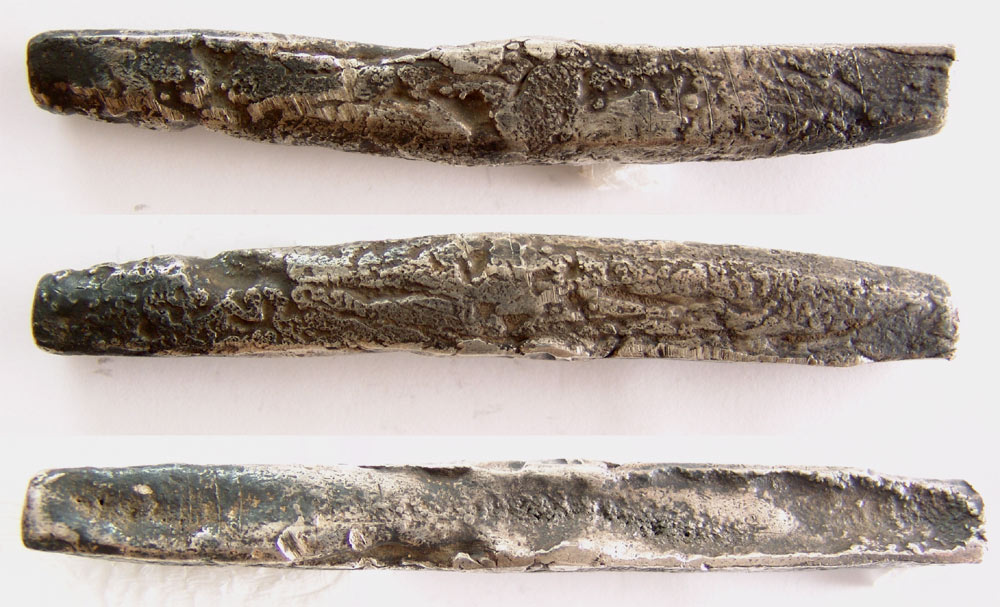
코포례 인근에서 발굴된 삼각형 노브고로드 그리브나

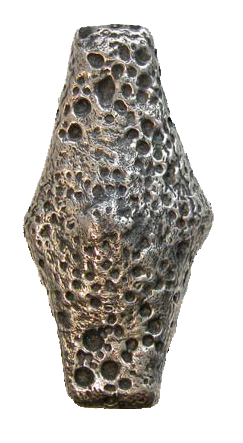
키예프 마름모 그리브나

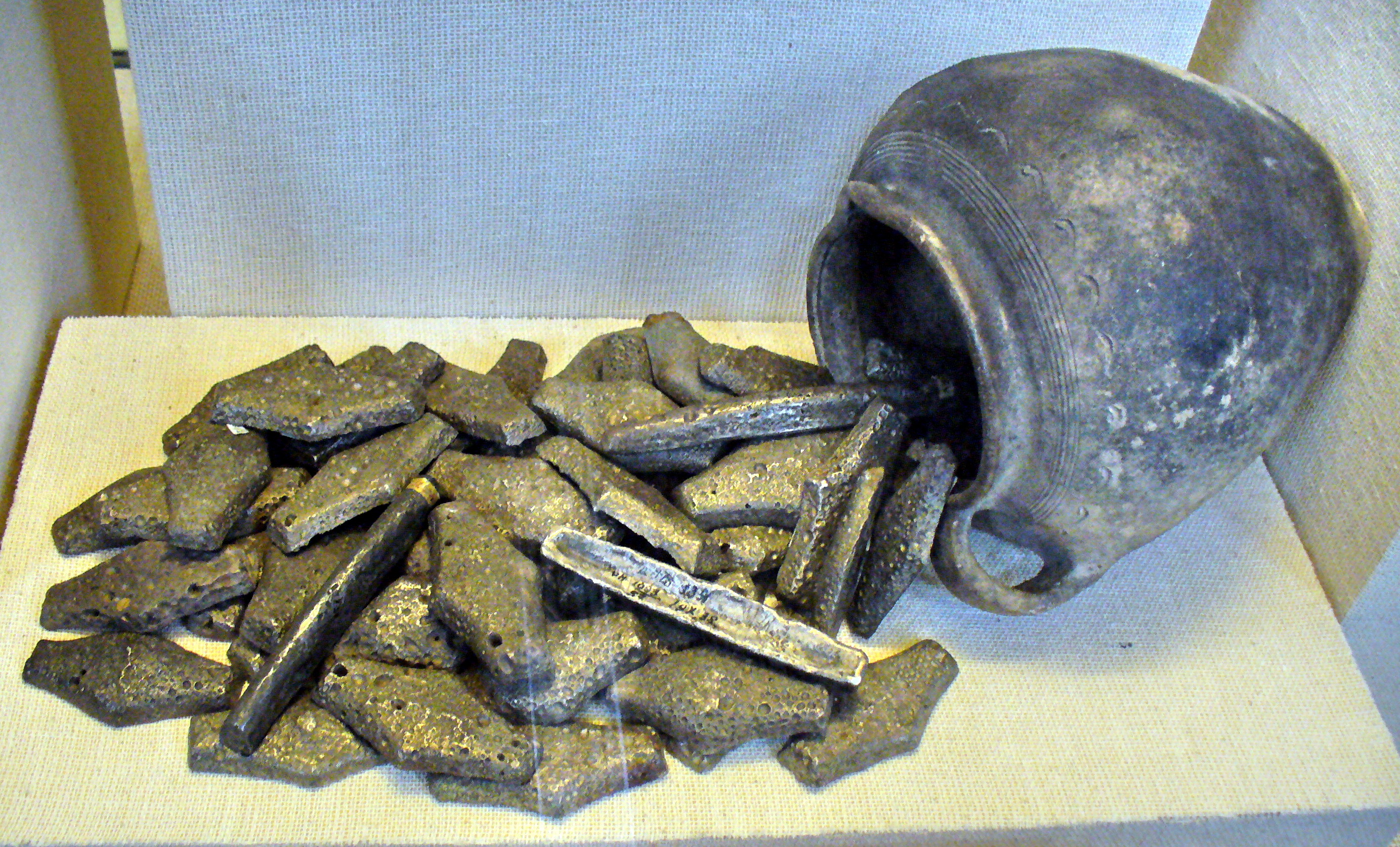
모스크바 주립 역사 박물관의 마름모꼴 키예프 그리브나 소장품

그리브나(고대 동슬라브어: гривьна 그리베나)는 11세기 이후 키예프 루스와 다른 동슬라브 국가에서 사용된 화폐이자 무게 측정 단위였다.

## 이름
그리브나라는 단어는 슬라브 조어로 목, 목덜미, 갈기를 의미하는 그리바(griva)에서 유래된 단어인 그리비나(grivĭna , 목걸이)에서 파생되었다. 고대 동슬라브어에서는 그리베나(гривьна) 형식을 가졌다. 현대 동슬라브어에서는 다음과 같은 형태를 가진다. 러시아어: гри́вна, 우크라이나어: гри́вня, 벨라루스어: гры́ўня.
우크라이나의 현대 통화 이름인 흐리우냐(hryvnia)는 고대 그리브나에서 파생되었다.

## 역사

### 초기
어원에서 알 수 있듯이 이 단어는 원래 목걸이 또는 토크를 의미했다. 무게 단위의 의미를 취한 이유는 불분명하다. 다양한 고고학 유적지에서 발견된 그리브나는 목걸이가 아니라 귀금속 덩어리(보통 은)이다. 그리브나의 무게와 모양은 균일하지 않고 지역에 따라 달랐다. 노브고로드와 프스코프의 그리브나는 가늘고 긴 둥근 모서리 또는 세 개의 모서리가 있는 주괴인 반면, 키예프 그리브나는 긴 마름모 모양을 하고 있다. 재료는 금 또는 은이었으나 은이 주재료로 사용되었다. 원래 그리브나의 무게는 로마 또는 비잔틴 파운드에 가깝다. 키예프 그리브나의 무게는 약 140–165 그램 (0.309–0.364 lb), 노브고로드 그리브나의 무게는 204g 204 그램 (0.450 lb)이며 러시아 북동부 공국과 모스크바 대공국의 화폐 체계의 기초가 되었다.
"은의 그리브나" 옆에는 "쿠나의 그리브나"가 있었다. 후자는 원래 일정량의 담비 모피를 의미했다(kuna는 슬라브어로 담비를 의미한다). 12세기 이후로 "쿠나의 그리브나"는 무게의 또 다른 단위가 되었지만 더 작아졌다.
은 1그리브나(204g) = 쿠나 4그리브나(51g) = 노가타 주화 80개 = 100쿠나(담비 모피) = 200레잔 = 400-600베크샤(다람쥐 모피)

### 후기
14세기부터 러시아 북동부(처음에는 모스크바에서)에서 동전이 주조되기 시작하면서 은괴와 모피의 통화 체계는 쓸모없게 되었다. 그리브나는 무게가 아니라 덴가라고 불리는 특정 수의 은화를 의미하게 되었다. 같은 시기에 13세기 초에 루블( rubl' )이라는 단어는 은화나 은화의 일정량을 의미하는 그리브나(grivna)라는 단어와 함께 사용되기 시작했다. 따라서 한 계정 루블은 216 덴가 동전(각각 무게는 약 0.8그램)과 같았다. 쿠나의 그리브나는 단순히 그리브나가 되었고 14 덴가스와 동일했다. 따라서 1루블은 15개의 새로운 그리브나와 6개의 덴가 동전과 같았다.
모스크바와 노브고로드에서는 덴가 동전의 무게가 달랐다. 15세기에 모스크바 덴가는 0.4그램까지 떨어졌지만 노브고로드 덴가는 그대로 유지되었다. 모스크바에서 1루블이 200덴가 주화로 재설정되었을 때 모스크바와 노브고로드 덴가 주화 사이의 환율은 2:1로 설정되었다. 따라서 15세기 후반부터 16세기 초반부터 한 계정 루블은 100노브고로드 덴가(나중에 코펙으로 알려짐) 또는 200모스크바 덴가와 동일했다. 이 시스템에서 1그리브나는 10코펙 또는 20덴가와 동일했다.
이 마지막 의미는 하나의 그리베니크 또는 그리벤카가 10코펙 동전을 의미했던 18-20세기까지 살아남았다.

## 무게 단위
은괴 화폐로서의 그리브나는 살아남지 못했지만 무게 단위로서의 의미가 우세해졌다. 15~17세기에는 204.756의 " 작은 그리브나(204.756 그램 (6.5831 ozt))나" 및 그레이터 그리브나(409.512 그램 (13.1661 ozt)) 2개의 무게 그리브나(또는 그리벤카)가 있었다: 17세기 중반 이후로 후자는 러시아 파운드(Фунт, funt)로 알려지게 되었다. 40 러시아 파운드 또는 80 그리브나(그리벤카)는 1푸트와 같다..

## 추가 자료
- Spassky, Ivan (1969). 《The Russian Monetary System: A Historico-numismatic Survey》. Argonaut.
- Kamentseva, E.; Ustyugov, N. (1975). 《Russkaya metrologiya》 (러시아어).